# Luthéal
Das Luthéal ist eine zusätzliche mechanische Ausrüstung für Konzertflügel. Es wurde 1919 von dem Belgier George Cloetens entwickelt und hat den Zweck „die Klangfarbe von Saiteninstrumenten, die über eine Tastatur oder von Hand gespielt werden, zu verändern.“ Das einzig noch vorhandene Luthéal, im Musikinstrumenten-Museum Brüssel, kann in jeden Konzertflügel eingesetzt werden. Es hat vier Registerknöpfe, je zwei für den Bass bzw. Diskant. Mit ihnen kann der Klang so geändert werden, dass er dem eines Cimbalons oder dem des Lautenregisters eines Cembalos ähnlich ist. Maurice Ravel schrieb 1924 die Rhapsodie Tzigane für Luthéal und Violine – das heute meistens mit dem Klavier gespielt wird – um ihm einen folkloristischen Klang ähnlich dem des ungarischen Hackbretts zu verleihen. Ebenfalls Ravel benutzte das Luthéal auch in der lyrischen Fantasie L’enfant et les sortilèges.
Dateien mit den Klängen des Brüsseler Luthéals sind für  Sampler erhältlich.